# Batalla de El Mazuco
Durante la guerra civil española y en los primeros días de septiembre de 1937 se produjo la ofensiva del Bando sublevado sobre Asturias, que dio lugar a la desaparición del frente norte, hasta entonces bajo control de las fuerzas republicanas. En este contexto se enmarca la batalla de El Mazuco.

## Antecedentes
Al terminar la batalla de Santander el 25 de agosto de 1937, las tropas republicanas del frente del Norte debieron evacuar Santander y huir hacia Asturias, última zona leal al gobierno de la Segunda República española en el norte de España. El mismo 25 de agosto se había fundado en Gijón el Consejo Soberano de Asturias y León, presidido por Belarmino Tomás Álvarez y que determinaba la autonomía política de la región asturiana respecto al resto de la zona republicana (situación que de facto ya sucedía desde los primeros días de la guerra civil española). Por eso, esta batalla se trata de una batalla entre dicho Consejo, que había declarado la soberanía sobre «todas las jurisdicciones y organismos civiles y militares», y las tropas sublevadas.
Pese a ello, las tropas con que contaba el Consejo Soberano de Asturias y León ascendían a poco menos de 5.000 hombres al mando del coronel Adolfo Prada Vaquero (que reemplazaba al general Mariano Gamir Ulibarri), agrupados mayormente en el XIV Cuerpo de Ejército al mando de Francisco Galán Rodríguez. Estas fuerzas estaban en inferioridad numérica y moral frente a las tropas del dirigente del bando sublevado Francisco Franco Bahamonde; tenían carencia de municiones y armamento adecuado y contaban con escasa protección aérea. El territorio que controlaban se limitaba a una línea de 120 kilómetros de largo y 90 km de ancho, en un terreno escarpado y áspero entre la cordillera Cantábrica y el mar, que les servía de protección natural, aspecto esencial en el tipo de guerra de la época.

## La batalla
Desde el 1 de septiembre de 1937, las fuerzas sublevadas avanzan desde sus posiciones en la provincia de Santander, en dirección oeste, para lo cual deben sortear los pasos montañosos de los Picos de Europa y específicamente los de la sierra de Cuera, para penetrar en Asturias. 
La batalla de El Mazuco comenzó el 5 de septiembre de 1937 cuando las Brigadas Navarras del general de las fuerzas sublevadas José Solchaga Zala intentan avanzar por el paso de montaña de El Mazuco, al sur de Llanes, paso que controlaba el acceso a la zona central de Asturias. Cuando las tropas sublevadas toman Llanes, deben cruzar la Sierra de Cuera para avanzar hacia el centro de Asturias y allí son detenidos por 5.000 soldados republicanos mandados por el coronel de la Guardia Civil, Juan Ibarrola Orueta. Por su parte, José Solchaga Zala cuenta con 33.000 hombres para derrotar a los defensores y cruzar el paso montañoso.
Esta batalla, una de las más cruentas de la guerra, fue en cierto modo eclipsada por otras que acontecieron en ese momento, como la Ofensiva de Zaragoza, que coincidió en las mismas fechas de septiembre de 1937. Tras los primeros ataques de los sublevados, los republicanos aprovecharon el mal clima del otoño para aferrarse a las cumbres de los peñascos de la Sierra de Cuera y cerrar el paso de El Mazuco, contando desde el 7 de septiembre con ametralladoras para barrer el terreno y evitar el paso de las fuerzas sublevadas, aunque éstas disponían de artillería pesada suficiente para causar graves daños en las líneas republicanas situadas en las alturas. 
Afectadas por la escasez de munición, las fuerzas de la Segunda República española se defendieron aprovechando al máximo el terreno montañoso, que resta toda eficacia a los ataques iniciales de la aviación sublevada; de hecho los aviones de la Legión Cóndor intervienen desde el inicio para destruir lo antes posible la defensa republicana, y practican el bombardeo en alfombra contra objetivos militares, siendo muy probablemente la primera vez que se usa esta estrategia contra objetivos militares. No obstante, la dispersión de las tropas republicanas entre los peñascos y montes de El Mazuco hacen inútil el bombardeo, el cual sólo resulta efectivo para cortar suministros o, en los últimos días de la lucha, contra tropas republicanas más concentradas en tierra.

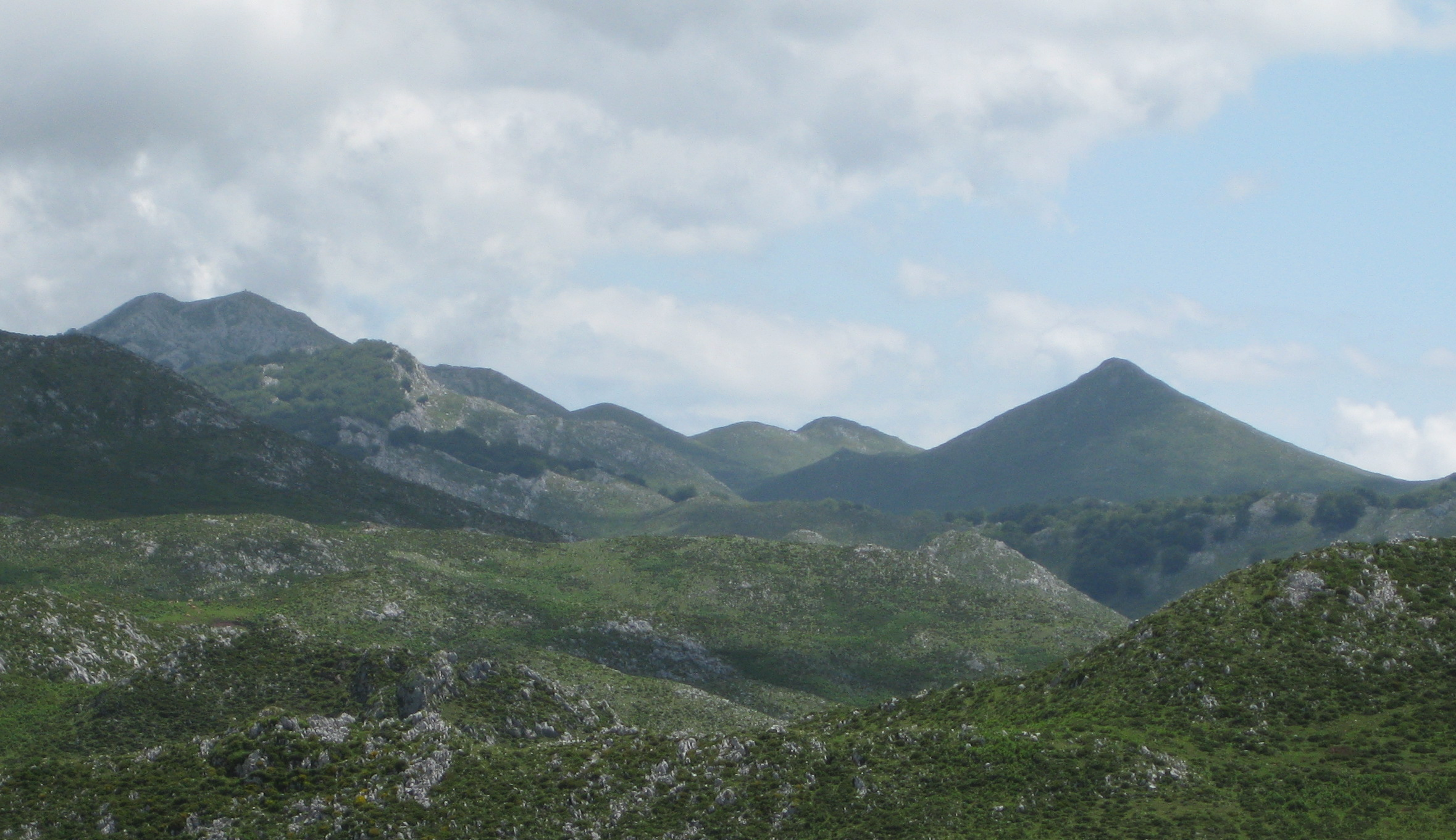
Vista del pico Turbina, (a la izquierda)

### El desenlace
Tras varios días en que las cumbres de la Sierra de Cuera cambian de manos varias veces, el 10 de septiembre, las tropas de José Solchaga Zala penetran en la margen derecha del río Sella mientras se planeaba que las fuerzas del CTV italiano pudieran llegar a atacar Avilés para desequilibrar la defensa de los republicanos. De todos modos, los defensores republicanos de El Mazuco cumplieron una importante labor al evitar que el grueso del ataque de las tropas sublevadas se lanzaran hacia el centro del dispositivo defensivo de Asturias, fijando el centro de su dispositivo de defensa en la cumbre de Peña Turbina. 
Pese a ello, desde el día 13 de septiembre de 1937, los defensores deben replegarse a las cumbres situadas en el sur de la Sierra de Cuera, ante el abrumador empuje de las tropas sublevadas. Hasta el 18 de septiembre, la I Brigada Navarra no logra avanzar, y solo lo hará cuando los defensores republicanos de El Mazuco están sin munición y empiezan a retirarse masivamente de la zona, ante la posibilidad de quedar irremediablemente cercados, mientras la aviación de la Legión Cóndor aprovecha las horas libres de bruma para atacar las posiciones republicanas. El día 20 de septiembre de 1937, las tropas sublevadas toman el paso montañoso; el 22 de septiembre de 1937 ocupan las últimas cumbres del sector sur que aún estaban en poder de los leales a la República, entre ellas el principal reducto republicano de Peña Turbina, iniciando su ofensiva contra el resto de Asturias y poniendo fin a la campaña del Norte, de donde Francisco Franco Bahamonde obtiene 2 divisiones nuevas, que fueron esenciales para el devenir de la guerra civil española.